# Frankie Shaw
Rachel Frances «Frankie» Shaw (Boston, Massachusetts; 11 de noviembre de 1981) es una actriz, escritora, directora y comediante estadounidense. Es conocida por su corto SMILF, escrito, dirigido y protagonizado por ella. Se estrenó en el Festival de Cine de Sundance de 2015 y fue premiada con el Premio del Jurado de Cortometrajes de Ficción Estados Unidos.

## Vida personal
Shaw creció en Brookline, Massachusetts. Su madre es del sur de Boston y la crio en la religión judía. Shaw se graduó del Barnard College de Universidad Columbia con un grado en literatura. Posteriormente se trasladó a Los Ángeles, donde reside actualmente.
Deadline.com anunció que su corto SMILF ahora está a cargo de la televisión, que se adjunta a Lee Eisenberg, Gene Stupinsky y Emily Brecht en Quantity Entertainment, junto con Michael Londres y ABC Signature. Showtime está desarrollando la comedia de media hora, y Shaw está lista para escribir, dirigir, protagonizar y ser Productora Ejecutiva. Como dice el artículo Deadline, la semiautobiográfica SMILF "examina las tribulaciones de una joven (Shaw) que viene a Los Ángeles tanto como una actriz de lucha, y como una madre soltera que lucha." 
En agosto de 2016, Shaw se casó con el productor Zach Strauss.
Shaw tiene un hijo, Isaac Love, de una relación previa con el director y actor Mark Webber.

## Filmografía

### Series de televisión
| Año       | Título                              | Personaje          | Notas                                                  |
| --------- | ----------------------------------- | ------------------ | ------------------------------------------------------ |
| 2005      | La Ley y el Orden: Intento Criminal | Marrissa           | "Unchained" (Temporada 5, Episodio 4)                  |
| 2006      | The Bedford Diaries                 | Simone             | "I'm Gonna Love College" (Temporada 1, Episodio 1)     |
| 2011      | Glory Daze                          | Gina               | "Hit Me with Your Test Shot" (Temporada 1, Episodio 9) |
| 2010-2011 | Blue Mountain State                 | Mary Jo Cacciatore | Reparto Principal (Temporada Episodios 2,3, 15)        |
| 2011      | CSI: NY                             | Kelly Rose         | "Brooklyn Til I Die" (Temporada 8, Episodio 12)        |
| 2011      | 2 Broke Girls                       | Keefer             | "And the High Holidays" (Temporada 2, Episodio 12)     |
| 2013      | Hello Ladies                        | Nikki              | "The Limo" (Temporada 1, Episodio 2)                   |
| 2014      | Mixology                            | Fabienne           | Reparto Principal                                      |
| 2015      | Mulaney                             | Julia              | "Ruby" (Temporada 1, Episodio 12)                      |
| 2015      | Tough Cookie                        | Heidi              | "Piloto" (Temporada 1, Episodio 1)                     |
| 2015      | Mr. Robot                           | Shayla             | Recurrente                                             |

### Películas
| Año  | Título                                    | Personaje          | Notas             |
| ---- | ----------------------------------------- | ------------------ | ----------------- |
| 2005 | Night Swimming                            | Amber              |                   |
| 2006 | Just Like the Son                         | Brenda             |                   |
| 2007 | One Night                                 | Clarice            |                   |
| 2008 | Explicit Ills                             | Michelle           |                   |
| 2008 | Altamont Now                              | Karen Kennedy      |                   |
| 2009 | The Northern Kingdom                      | Shauna             |                   |
| 2009 | Falling Up                                | Gretchen           |                   |
| 2009 | Red Hook                                  | Deena              |                   |
| 2009 | The Freebie                               | Coffee Girl        |                   |
| 2011 | Coffee Snobs                              | Customer           | cortometraje      |
| 2011 | The End of Love                           | Evelyn             |                   |
| 2012 | Spoonful                                  | Mac                | cortometraje      |
| 2012 | Knife Fight                               | Samantha           |                   |
| 2013 | The Pretty One                            | Claudia            |                   |
| 2014 | Lullaby                                   | Janice             |                   |
| 2014 | Someone Marry Barry                       | Camille            |                   |
| 2014 | SMILF                                     | Bridgette Bird     | cortometraje      |
| 2015 | Blue Mountain State: The Rise of Thadland | Mary Jo Cacciatore | en post-filmación |
| 2021 | Sin movimientos bruscos                   | Paula Cole         |                   |